# 倉吉市立北谷小学校
倉吉市立北谷小学校（くらよししりつ きただにしょうがっこう）は、かつて鳥取県倉吉市沢谷にあった公立小学校。

## 概要
倉吉市により小規模特認校に指定されている。
当校には高さ約25メートル、幹回り約3.4メートル、樹齢約90年のヒマラヤスギが校庭に立ち聳えている。これは大正9年3月、旧北谷尋常小学校の卒業生が卒業を記念して植栽したもので本校のシンボルとなっている。

## 沿革
- 1873年（明治6年）6月25日 - 福富学校設立。
- 1875年（明治8年） - 中野支校を置く。
- 1886年（明治19年）4月14日 - 福富尋常小学校と改称、中野支校は独立し簡易小学校となる。
- 1890年（明治23年）10月6日 - 中野簡易小学校廃止し、分教場となる。
- 1893年（明治26年）2月19日 - 北谷尋常小学校と改称。
- 1901年（明治34年）
  - 4月1日 - 北谷尋常高等小学校と改称。
  - 8月7日 - 中野分教場廃止。
- 1920年（大正9年）3月 - ヒマラヤスギ植樹。
- 1941年（昭和16年）4月1日 - 国民学校令により北谷国民学校と改称。
- 1945年（昭和20年）8月 - 神戸市池田国民学校43名疎開。
- 1947年（昭和22年）4月1日 - 学制改革により北谷村立北谷小学校と改称。
- 1953年（昭和28年）10月1日 - 町村合併・市制施行により倉吉市立北谷小学校と改称。
- 2024年（令和6年）3月31日 - 倉吉市立高城小学校と統合により閉校。

## 校歌
- 作詞：峰地光重、作曲：木村忠雄[3]

## 教育方針

### 教育目標
- 人権尊重の精神を基盤とし、知性と感性に富み、知・徳・体の調和のとれた人間性豊かな児童を育成する。
- 主体的で、自ら意欲をもって課題に取り組み、ねばり強くやり遂げる強い意志を持った児童を育成する。

### めざす児童像
「すっぱだか　どろんこ」を本校の目指す生徒像としている。
すっぱだか
- ありのままの自然な姿
- 素直で純真な姿
- 心から肌でふれあう姿
- 太陽と遊び、自力で切り拓く野性的な姿

どろんこ
- 大地に遊び、汗を流して働く姿
- 進んで実践する姿
- 苦しさにくじけず、努力して最善をつくす姿

## 通学区域
- 三江、福本、尾田、志津、福富、沢谷、杉野、忰谷、中野、長谷、森、大河内[4]

## 進学先中学校
- 倉吉市立久米中学校

## 交通アクセス
- JR西日本山陰本線 倉吉駅より約11km
- 日ノ丸バス北谷線（大河内行）「沢谷」バス停下車